# Ègids
|  | Aquest article tracta sobre la família de crustacis paràsits. Si cerqueu la classificació acadèmica de vitalitat d'una llengua, vegeu «escala EGIDS». |

Els ègids (Aegidae) son una família de crustacis isòpodes. Els adults són paràsits temporals de peixos, que s'alimenten de la sang dels seus hostes abans de deixar-los per digerir el menjar. Es diferencien dels membres de la família Cirolanidae perquè tan sols tenen tres parells de pereopodis tipus ganxo, mentre que els Cirolanidae tenen set parells de pereopodis tipus ganxo.

## Taxonomia
La família conté els següents gèneres:
- Aega Leach, 1815
- Aegapheles Bruce, 2009
- Aegiochus Bovallius, 1885
- Alitropus H. Milne-Edwards, 1840
- Epulaega Bruce, 2009
- Rocinela Leach, 1818
- Syscenus Harger, 1880
- Xenuraega Tattersall, 1909